# Francisco Javier Aguilera
Francisco Javier Aguilera o Francisco Xavier de Aguilera (Santa Cruz de la Sierra, Imperio español; c. 1782 - Vallegrande, Bolivia; noviembre de 1828) fue un militar realista de origen cruceño que combatió a favor del Imperio español en las guerras de independencia hispanoamericanas. Llegó a ser gobernador de la intendencia de Santa Cruz de la Sierra tras derrotar al caudillo Ignacio Warnes. Además, apoyó la rebelión del realista Pedro Antonio de Olañeta contra el virrey liberal José de la Serna, y tras la independencia boliviana intentó una rebelión realista en 1828.

## Primeras campañas
Siguió por corto tiempo la carrera eclesiástica, pero terminó enrolándose en el ejército poco antes del comienzo de la guerra de independencia. Combatió en las filas realistas en las batallas de Huaqui, Tucumán y Salta a órdenes del general Pío Tristán. Posteriormente participó también en las batallas de Vilcapugio y Ayohuma, tras las cuales fue ascendido al grado de coronel y puesto al mando del Regimiento Fernando VII.
El general Joaquín de la Pezuela lo nombró gobernador de su ciudad natal, pero ésta estaba en manos del jefe patriota Ignacio Warnes. Antes de poder luchar con éste debías atravesar dos Republiquetas, las de Cinti y La Laguna. Enfrentó al líder de la primera de ellas, Vicente Camargo, en varios encuentros menores, pero debió abandonar esa región para enfrentar las guerrillas del cura Muñecas.
Aguilera combatió en la batalla de Sipe Sipe (1815), al mando de Joaquín de la Pezuela, que le dio la ocasión de marchar a apoderarse de su ciudad natal.

## Reconquista de Santa Cruz de la Sierra
Organizó una fuerza poderosa de más de mil hombres con la cual avanzó sobre las posiciones patriotas en La Laguna. Enfrentó al coronel Manuel Ascencio Padilla en la batalla de La Laguna del 14 de septiembre de 1816, derrotándolo y mandándole cortar la cabeza, que fue colocada en una pica a la vista de la población de La Laguna. También ordenó ejecutar a todos los guerrilleros enemigos.
Continuó su camino hacia Santa Cruz de la Sierra, y derrotó a los revolucionarios en las afueras de la ciudad en la batalla de El Pari, el 21 de noviembre. La superioridad en cantidad de tropas, armamento y de adiestramiento militar de los realistas no fue suficiente: desde el primer momento de la batalla, la superioridad estuvo del lado de estos, al punto de que la caballería del coronel José Manuel Mercado arrolló y expulsó del campo de batalla a la realista. Pero al caer el coronel Warnes de su caballo, por el impacto de una bala de cañón, esto permitió que un grupo de soldados realistas lo ultimaran, tras lo cual sus hombres tuvieron que reorganizarse al mando del capitán Saturnino Salazar, comandante de la Infantería. 
Al caer la noche, retornó la caballería cruceña de la persecución que había realizado hasta el pueblo de Peji, ubicado a varios kilómetros del Pari, pero la batalla campal comenzaba a cesar. Mientras se producía la guerrilla nocturna de los auxiliares, los dos comandantes -Mercado y Salazar- no lograron ponerse de acuerdo y produjeron una tregua que aprovechó Aguilera para recoger todas las armas del campo de batalla y fortalecerse esperando "la definitiva" que no se produjo. 
Aguilera entró a Santa Cruz dos días después y ordenó colocar la cabeza de Warnes en la punta de una pica:

"Los apurados momentos, que me circulan, después de la más sangrienta batalla, que desde ayer a las tres de la tarde dio principio contra las numerosas tropas del caudillo Warnes, violenta y rigurosa hasta las seis de ella, y subsiguiente sin intervalos toda la noche, no me permiten más comunicar a V.S. que queda en mi poder su hermosa artillería, compuesta de nueve cañones, porción de fusiles y lanzas; el infame Warnes sepultado en su orgullo (cuya cabeza voy a fijar en la plaza de la ciudad, luego que entre), y como ochocientos muertos de sus viles esclavos con quienes me atacó, no sólo intrépida, sino desesperadamente por ambos frentes y costados. Por mi parte es considerable la pérdida..."
Francisco Xavier de Aguilera al mariscal de campo D. M. Tacón

El coronel revolucionario Ignacio Warnes no gozaba de mucho apoyo popular, porque como apunta el historiador Daniel Dory:
En el plano ideológico, Warnes es indiscutiblemente más radical que la inmensa mayoría de los cruceños. Además sus procedimientos, a menudo brutales, han debido granjearle sólidas enemistades, agravadas sin duda por su condición de “forastero”. Es durante su administración que la idea de la independencia (en relación a la corona española) se fue planteando con cierta nitidez, en la medida en que los bandos en pugna empiezan a tener, cada uno, un nombre: “realistas” y “patriotas”, respectivamente.

## Gobernación
Aguilera ocupó el cargo de gobernador de Santa Cruz durante nueve años, y colaboró con tropas en la continuación de la guerra. En 1822 sofocó la rebelión de los indígenas canichanas y trasladó la capital del Gobierno Político y Militar de Moxos a la villa de Trinidad.
Reconoció la autoridad del virrey realista liberal José de la Serna hasta la llegada de la noticia de la restauración absolutista en España. Una vez consolidada la recuperación del trono español por el rey Fernando VII, Aguilera secundó la rebelión dirigida por el general Pedro Antonio Olañeta , que consideró inadecuada la autoridad de Serna y separó al Alto Perú del virreinato del Perú. Los realistas estaban divididos entre tradicionalistas y liberales; los primeros, defensores de una monarquía católica propia del 'Antiguo Régimen' y los segundos, defensores de una monarquía constitucional, modelada por la ideología liberal y las ideas del iluminismo y la Ilustración provenientes de la Revolución Francesa y anteriores contextos.
Tras la derrota realista en la batalla de Ayacucho, Aguilera intentó oponerse a la liberación de Cochabamba, marchando hacia esa ciudad. Pero sus hombres se sublevaron el 26 de enero de 1825 y pasaron a las fuerzas del mariscal Sucre. El coronel Mercado ocupó Santa Cruz el 14 de febrero.

## Última rebelión
Aguilera –inicialmente tomado prisionero por los rebeldes– huyó a ocultarse en las selvas al norte de Santa Cruz, donde encontró otros realistas dispuestos a protegerlo.
En enero de 1828, el cura José Rafael de Salvatierra y Chaves, de la villa de Vallegrande, se lanzó a la rebelión contra las autoridades de la República de Bolivia. Aguilera organizó una partida de unos 180 infantes y jinetes, en su mayoría antiguos realistas, y se proclamó «General en Jefe del Ejército Real», y ocupó las provincias de Mojos y Chiquitos, dirigiéndose a Vallegrande en febrero. Proclamó su fidelidad a Fernando VII y se mantuvo luchando por varios meses en distintos puntos de la zona oriental de Bolivia. Hizo un intento de tomar Cochabamba y otro sobre Santa Cruz de la Sierra en octubre, pero fue derrotado por el coronel Anselmo Rivas quien salió de esta última el día 20 de ese mes al frente del batallón Constitucional número 2. Seis días más tarde llegó a Vallegrande y conminó a Aguilera a rendirse, prometiéndole pases para regresar a España. 
Aguilera se negó y el 30 de octubre el batallón Constitucional, de 222 plazas, lo derrotó completamente cerca de la villa.  Rivas mandó formar en columna y ordenó avanzar a la bayoneta hasta la plaza mayor, donde las tropas de Aguilera esperaban formadas en batalla, 80 de infantería y más de cien de caballería. Los de Rivas fueron recibidos por una descarga de fusilería, estos respondieron y cargaron a la bayoneta. Las otras dos mitades del batallón formaron a los costados, y las reservas para contener al enemigo. La vanguardia deshizo la formación enemiga que huyó precipitando su fuga. Aguilera logró huir, pero su «Jefe de Estado Mayor», teniente coronel Francisco Suárez, fue capturado y fusilado ese mismo día; de igual manera Aguilera fue alcanzado unos días después, el 23 de noviembre.
Murió fusilado poco después en Vallegrande, las cabezas de los alzados fueron expuestas en la plaza local.